# The Lowry
The Lowry es un complejo de teatro y galería de arte en la ciudad inglesa de Salford, en Gran Mánchester. Ubicado sobre el muelle 8 de la zona de Salford Quays, lleva el nombre de L.S. Lowry, pintor de principios del siglo XX conocido por sus paisajes industriales del noroeste de Inglaterra. Fue inaugurado oficialmente el 12 de octubre de 2000 por la reina Isabel II.

## Historia
Con el fin de rehabilitar los muelles abandonados de Salford (parte de los llamados Manchester Docks), el Ayuntamiento desarrolló en 1988 un plan de reconstrucción para esa antigua zona industrial con énfasis en su potencial como lugar de ocio, cultural y turístico, e incluyó un centro de artes escénicas como proyecto más importante. En las propuestas iniciales figuraban dos teatros y una galería de arte en un sitio elevado del Muelle 8.
Entre 1990 y 1991 se puso en marcha un concurso de arquitectos, del que resultó ganador el estudio James Stirling Michael Wilford Associates. Después de la muerte de James Stirling en junio de 1992, Michael Wilford continuó con el proyecto. La oferta del ayuntamiento de Millenium y otros fondos británicos y europeos y la financiación del sector privado hicieron posible el progreso del proyecto. Se obtuvo financiación en 1996 y The Lowry Trust se convirtió en responsable del proyecto que comprendía el centro Lowry, la plaza, un puente peatonal, un centro comercial de venta al por menor y el Digital World Centre. La National Lottery proporcionó un fondo de casi 21 millones de libras para su construcción. El proyecto se completó en 1999 con un costo de 106 millones de libras. Se eligió el nombre de Lowry en honor al artista local L.S. Lowry. 
El complejo está cerca de la Imperial War Museum North y del estadio de fútbol Old Trafford. La parada más cercana de la línea de tranvías Metrolink es "MediaCityUK". En 2010 y 2011 fue la atracción turística más visitada de Mánchester.

## Diseño y construcción

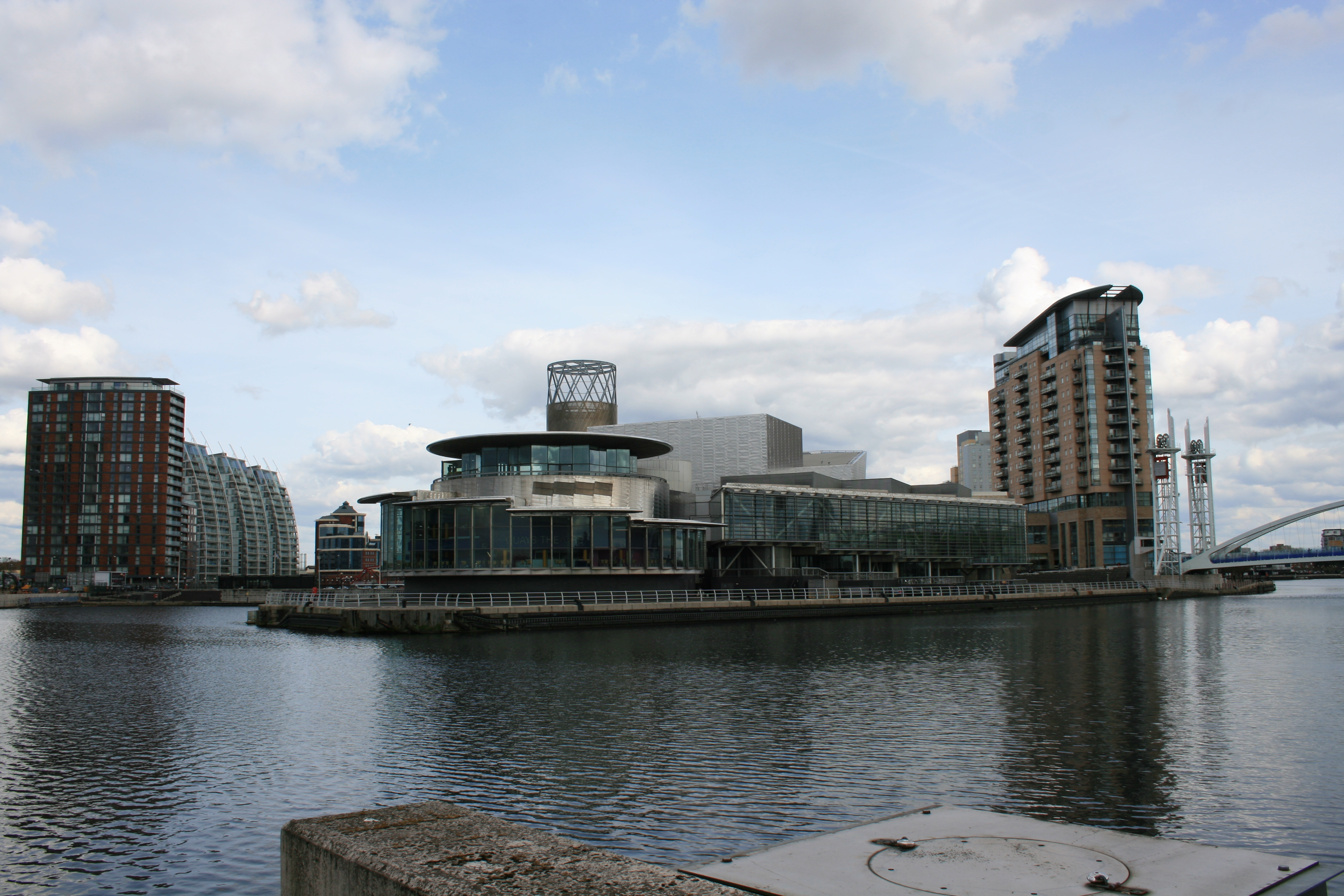
Vista de The Lowry desde el canal

El complejo fue diseñado por Michael Wilford y construido por BuroHappold Engineering. La primera piedra tuvo lugar el 19 de junio de 1997. El Lowry se construyó en un terreno triangular en el extremo del muelle 8 y aprovechando dicha forma. Un paseo que rodea el edificio ofrece vistas al Manchester Ship Canal, MediaCityUK y a los muelles de Salford.
El hall de entrada da a la plaza pública, donde hay una gran marquesina de perfil aerodinámico en la entrada chapado de acero perforado y se ilumina desde el interior por la noche. Gran parte del edificio está revestido en acero inoxidable y vidrio.
The Lowry fue descrito como "no del todo 'Guggenheim de Salford' ... En última instancia, es demasiado pequeño y demasiado bien educado ... aunque hay objetivos compartidos obvios", una referencia al Museo Guggenheim de Bilbao, que fue construido por razones similares. 
La pasarela Lowry sobre el canal náutico fue diseñado y gestionado por Parkman, con el apoyo del diseño de Carlos Fernández Casado. Es un puente levadizo con una luz libre de 100 metros, que levanta verticalmente para proporcionar un máximo de 26 metros de espacio libre para los buques que utilicen el canal. La luz del puente es un arco atado y las torres están construidas en estructura de acero tubular para proporcionar un aspecto abierto para ver el contrapeso de elevación y poleas.

## Galería

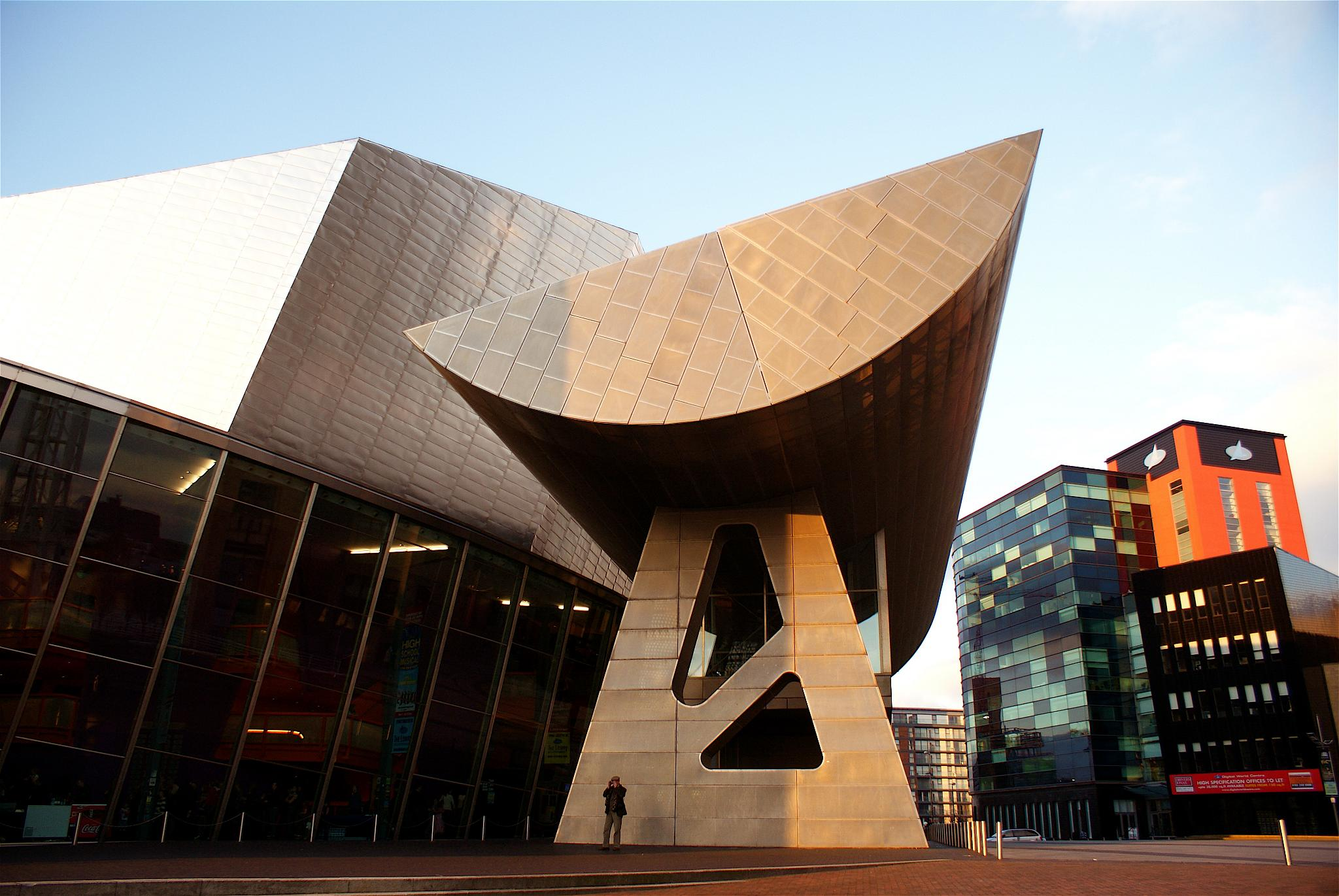
Vista parcial de la entrada a la galería de arte

El complejo contiene 2000 m² de espacio de la galería que muestra las colecciones de L.S. Lowry y otras. La colección Lowry incluye alrededor de 400 obras al óleo, pastel y acuarela de todas las etapas de su carrera. Fue recogido por Salford Museo y Galería de Arte de la década de 1930.
The Artworks Creativity Gallery, diseñada e implementada por los arquitectos Reich-Petch (responsables también del Museo Nacional de Historia Natural en Washington), utiliza multimedia para fomentar la participación de visitantes y la interacción con los objetos expuestos para transformar espacio de la galería.
Entre octubre de 2011 y enero de 2012, se realizó una exposición de alrededor de 100 obras del maestro de Lowry, Pierre Adolphe Valette, que incluía cuadros de Mánchester de la Manchester Art Gallery y préstamos de colecciones privadas.
Hay un archivo con material relacionado con el artista que contiene libros, catálogos de sus exposiciones y subastas, recortes de prensa, entrevistas grabadas de Lowry y otros, fotografías y objetos de colección. El archivo puede visitarse con cita previa.

## Teatro
En el centro del complejo hay dos teatros y una sala pequeña. El Lyric Theatre tiene 1730 asientos y el Quays, 466. En ellos se representan diversas obras de teatro, comedias, concierto y óperas producidas por la compañía Opera North. El escenario del Lyric es el más grande del Reino Unido fuera del West End londinense.
La nuera, D.H. Lawrence, obra escrita en el dialecto de Nottingham y nunca publicada ni representada en vida de su autor, fue revivida en el Lyric Threatre en 2012. En The Lowry se desarrolló la gran final de Mastermind (programa de preguntas y respuestas de la BBC) en el año 2003.